# Rhipidura spilodera
Rhipidura spilodera là một loài chim trong họ Rhipiduridae.